# Бувара
Бувара (енгл. Fleabag) је британска хумористичко-драмска телевизијска серија коју је креирала и написала Фиби Волер-Бриџ, заснована на њеној представи са једном улогом која је први пут изведена 2013. године. Првобитно ју је продуцирао Two Brothers Pictures за дигитални канал BBC Three у копродукцији са компанијом Amazon Studios. Фиби Волер-Бриџ игра главну улогу, слободоумну и сексуално активну, али љуту и збуњену младу жену у Лондону. Споредне улоге тумаче Шан Клифорд, као и Ендру Скот, који се придружио глумачкој екипи у другој сезони. Протагонисткиња често пробија четврти зид како би публици пружила излагање радње, интерне монологе и сталне коментаре.
Серија је почела са емитовањем 21. јула 2016, а последња епизода друге, и последње сезоне, емитована је 8. априла 2019. године. Добила је позитивне критике критичара, који су нарочито похвалили сценарио, глуму, као и јединственост и личност насловне јунакиње. Фиби Волер-Бриџ је освојила телевизијску награду БАФТА за најбољу женску улогу у комедији за прву сезону. Друга сезона је била номинована за 11 награда Еми и освојила шест, од којих је Фиби Волер-Бриџ освојила оне за најбољу хумористичку серију, најбољу главну глумицу и изванредан сценарио за хумористичку серију; додатне номинације за глуму примили су Клифордова, Оливија Колман и гостујуће звезде Фиона Шо и Кристин Скот Томас. Серија је освојила награде Златни глобус за најбољу телевизијску серију и најбољу глумицу (Фиби Волер-Бриџ), док је Ендру Скот био номинован.

## Улоге

### Главне
- Фиби Волер-Бриџ као Бувара (иако се њено име никада не спомиње)
- Шан Клифорд као Клер
- Ендру Скот као свештеник

### Споредне
- Оливија Колман као кума
- Бил Патерсон као тата
- Брет Гелман као Мартин
- Хју Скинер као Хари
- Хју Денис као менаџер банке
- Бен Олдриџ као „дупе” лик
- Џени Рејнсфорд као Бу

### Гостујуће
- Џејми Деметрију као аутобуски глодар
- Фиона Шо као саветница
- Кристин Скот Томас као Белинда
- Реј Фирон као згодни женомрзац
- Кристијан Хилборг као Клер
- Џо Мартин као Пем
- Ангус Имри као Џејк

## Епизоде
| Сезона | Сезона | Епизоде | Епизоде | Оригинално емитовање | Оригинално емитовање |
| Сезона | Сезона | Епизоде | Епизоде | Премијера            | Финале               |
| ------ | ------ | ------- | ------- | -------------------- | -------------------- |
|        | 1.     | 6       | 6       | 21. јул 2016.        | 25. август 2016.     |
|        | 2.     | 6       | 6       | 4. март 2019.        | 8. април 2019.       |

### 1. сезона (2016)
| Бр. еп. (укупно) | Бр. еп. (у серији) | Наслов    | Редитељ      | Сценариста      | Премијера        |
| ---------------- | ------------------ | --------- | ------------ | --------------- | ---------------- |
| 1                | 1                  | Епизода 1 | Тим Кирби    | Фиби Волер-Бриџ | 21. јул 2016.    |
| 2                | 2                  | Епизода 2 | Хари Бредбир | Фиби Волер-Бриџ | 28. јул 2016.    |
| 3                | 3                  | Епизода 3 | Хари Бредбир | Фиби Волер-Бриџ | 4. август 2016.  |
| 4                | 4                  | Епизода 4 | Хари Бредбир | Фиби Волер-Бриџ | 11. август 2016. |
| 5                | 5                  | Епизода 5 | Хари Бредбир | Фиби Волер-Бриџ | 18. август 2016. |
| 6                | 6                  | Епизода 6 | Хари Бредбир | Фиби Волер-Бриџ | 25. август 2016. |

### 2. сезона (2019)
| Бр. еп. (укупно) | Бр. еп. (у серији) | Наслов    | Редитељ      | Сценариста      | Премијера      |
| ---------------- | ------------------ | --------- | ------------ | --------------- | -------------- |
| 7                | 1                  | Епизода 1 | Хари Бредбир | Фиби Волер-Бриџ | 4. март 2019.  |
| 8                | 2                  | Епизода 2 | Хари Бредбир | Фиби Волер-Бриџ | 11. март 2019. |
| 9                | 3                  | Епизода 3 | Хари Бредбир | Фиби Волер-Бриџ | 18. март 2019. |
| 10               | 4                  | Епизода 4 | Хари Бредбир | Фиби Волер-Бриџ | 25. март 2019. |
| 11               | 5                  | Епизода 5 | Хари Бредбир | Фиби Волер-Бриџ | 1. април 2019. |
| 12               | 6                  | Епизода 6 | Хари Бредбир | Фиби Волер-Бриџ | 8. април 2019. |